# آنيا فيلدمان
أنيا فيلدمان (بالإنجليزية: Anja Feldmann)‏ (ولدت في 8 مارس 1966 في بيليفيلد) وهي عالمة ألمانية في مجال الكمبيوتر.

## حياتها وتعليمها
درست فيلدمان علم الحاسوب في جامعة بادربورن وحصلت على شهادتها في عام 1990. وواصلت دراستها في جامعة كارنيغي ميلون ، حيث حصلت على الماجستير. في عام 1991 ثم حصلت على الدكتوراه في عام 1995. وبعد أربع سنوات من العمل بعد الدكتوراة في AT & T Labs Research ، شغلت مناصب بحثية في جامعة سارلاند وجامعة ميونخ التقنية.
في عام 2006 ، تم تعيينها كأستاذة في هندسة شبكة الإنترنت لمختبرات تليكوم للابتكار في جامعة برلين للتكنولوجيا. ركزت فيلدمان في أبحاثها على هندسة المرور (اتصالات)، وتوصيف حركة وإصلاح الأخطاء في أداء الشبكة. كما أجرت بحثًا في نظام كشف التسلل وشبكة العمارة. وقد عملت في أكثر من 50 لجنة وكانت الرئيسة المشاركة ل SOCCOMM. وقالت أليكس سنورين إنها «لعبت دوراً أساسياً في تأسيس علم دقيق لقياس سرعات الإنترنت».
بين عامي 2009 و 2013 كانت فيلدمان عميدة لقسم علوم الكمبيوتر والهندسة الكهربائية في جامعة برلين للتكنولوجيا، ألمانيا. ومن عام 2012 حتى أوائل عام 2018 ، اشرفت شركة فيلدما على ساب إس إي. وفي أكتوبر 2017 تم تعيينها مديرة لمعهد ماكس بلانك للمعلوماتية.

## الأوسمة والجوائز
- 2009: عضوة في الأكاديمية الألمانية للعلوم ليوبولدينا.[9]
- 2011: جائزة جوتفريد فيلهلم ليبنيز.[10]
- 2011: جائزة برلين للعلوم.[11]

## وصلات خارجية
- Website of the Intelligent Networks Research Group at TU Berlin
- Website T-Labs